# Prezydenci Mongolii
W Mongolii obowiązuje system parlamentarny, prezydent pełni głównie funkcje reprezentacyjne.
Zgodnie z konstytucją przyjętą w 1992 roku Prezydent Mongolii jest „Głową Państwa” i ucieleśnieniem jedności ludu Mongolii, zaś Mongolia jest republiką, na której czele stoi prezydent, wybierany na 4 lata w wyborach powszechnych.
Poniższa lista zawiera wszystkich przywódców Mongolii od momentu uzyskania przez kraj niepodległości.

## Lista przywódców Mongolii

### Chanat Mongolii(1911–1924)
| #                        | Imię i nazwisko                  | Portret | Od              | Do                | Partia polityczna                   |
| ------------------------ | -------------------------------- | ------- | --------------- | ----------------- | ----------------------------------- |
| Chan                     |                                  |         |                 |                   |                                     |
| 1                        | Bogda Chan (1869-1924)           |         | 29 grudnia 1911 | 20 maja 1924      |                                     |
| Tymczasowa głowa państwa |                                  |         |                 |                   |                                     |
| -                        | Balingijn Cerendordż (1868-1928) |         | 20 maja 1924    | 28 listopada 1924 | Mongolska Partia Ludowo-Rewolucyjna |

### Mongolska Republika Ludowa(1924–1992)
| Przewodniczący Wielkiego Churału Państwowego           |                                               |  |                   |                   |                                     |
| 2                                                      | Nawaandordżijn Dżadambaa (1900-1939)          |  | 28 listopada 1924 | 29 listopada 1924 | Mongolska Partia Ludowo-Rewolucyjna |
| Przewodniczący Prezydium Małego Churału Państwowego    |                                               |  |                   |                   |                                     |
| 3                                                      | Peldżidijn Genden (1892-1937)                 |  | 29 listopada 1924 | 15 listopada 1927 | Mongolska Partia Ludowo-Rewolucyjna |
| 4                                                      | Dżancangijn Damdinsüren (1898-1938)           |  | 16 listopada 1927 | 23 stycznia 1929  | Mongolska Partia Ludowo-Rewolucyjna |
| 5                                                      | Chorlogijn Czojbalsan (1895-1952)             |  | 24 stycznia 1929  | 27 kwietnia 1930  | Mongolska Partia Ludowo-Rewolucyjna |
| 6                                                      | Losolyn Laagan (1887-1940)                    |  | 27 kwietnia 1930  | 2 lipca 1932      | Mongolska Partia Ludowo-Rewolucyjna |
| 7                                                      | Anandyn Amar (1886-1941)                      |  | 2 lipca 1932      | 22 marca 1936     | Mongolska Partia Ludowo-Rewolucyjna |
| 8                                                      | Dansrabilegijn Dogsom (1884-1941)             |  | 22 marca 1936     | 9 lipca 1939      | Mongolska Partia Ludowo-Rewolucyjna |
| wakat (9 lipca 1939 – 6 lipca 1940)                    |                                               |  |                   |                   |                                     |
| 9                                                      | Gonczigijn Bumcend (1881-1953)                |  | 6 lipca 1940      | 6 lipca 1951      | Mongolska Partia Ludowo-Rewolucyjna |
| Przewodniczący Prezydium Wielkiego Churału Państwowego |                                               |  |                   |                   |                                     |
| (9)                                                    | Gonczigijn Bumcend (1881-1953)                |  | 6 lipca 1951      | 23 września 1953  | Mongolska Partia Ludowo-Rewolucyjna |
| -                                                      | Süchbaataryn Jandżmaa (1893-1963) tymczasowo  |  | 23 września 1953  | 7 lipca 1954      | Mongolska Partia Ludowo-Rewolucyjna |
| 10                                                     | Dżamsrangijn Sambuu (1895-1972)               |  | 7 lipca 1954      | 7 lipca 1960      | Mongolska Partia Ludowo-Rewolucyjna |
| Przewodniczący Prezydium Wielkiego Churału Ludowego    |                                               |  |                   |                   |                                     |
| (10)                                                   | Dżamsrangijn Sambuu (1895-1972)               |  | 7 lipca 1960      | 21 maja 1972      | Mongolska Partia Ludowo-Rewolucyjna |
| -                                                      | Cagaanlamyn Dügersüren (1914-1986) tymczasowo |  | 21 maja 1972      | 29 czerwca 1972   | Mongolska Partia Ludowo-Rewolucyjna |
| -                                                      | Sonomyn Luwsan (1912-1986) tymczasowo         |  | 29 czerwca 1972   | 11 czerwca 1974   | Mongolska Partia Ludowo-Rewolucyjna |
| 11                                                     | Jumdżaagijn Cedenbal (1916-1991)              |  | 11 czerwca 1974   | 23 sierpnia 1984  | Mongolska Partia Ludowo-Rewolucyjna |
| -                                                      | Njamyn Dżagwaral (1919-1987) tymczasowo       |  | 23 sierpnia 1984  | 12 grudnia 1984   | Mongolska Partia Ludowo-Rewolucyjna |
| 12                                                     | Dżambyn Batmönch (1926-1997)                  |  | 12 grudnia 1984   | 21 marca 1990     | Mongolska Partia Ludowo-Rewolucyjna |
| 13                                                     | Punsalmaagijn Oczirbat (1942-2025)            |  | 21 marca 1990     | 3 września 1990   | Mongolska Partia Ludowo-Rewolucyjna |
| Prezydent                                              |                                               |  |                   |                   |                                     |
| (13)                                                   | Punsalmaagijn Oczirbat (1942-2025)            |  | 3 września 1990   | 12 lutego 1992    | Mongolska Partia Ludowo-Rewolucyjna |

### Mongolia (1992-)
| Prezydent |                                    |                                      |                 |                 |                                               |
| (13)      | Punsalmaagijn Oczirbat (1942-2025) |                                      | 12 lutego 1992  | 20 czerwca 1997 | Mongolska Partia Ludowo-Rewolucyjna (do 1993) |
| (13)      | Punsalmaagijn Oczirbat (1942-2025) | Mongolska Partia Socjaldemokratyczna | 12 lutego 1992  | 20 czerwca 1997 |                                               |
| 14        | Nacagijn Bagabandi (1950-)         |                                      | 20 czerwca 1997 | 24 czerwca 2005 | Mongolska Partia Ludowo-Rewolucyjna           |
| 15        | Nambaryn Enchbajar (1958-)         |                                      | 24 czerwca 2005 | 18 czerwca 2009 | Mongolska Partia Ludowo-Rewolucyjna           |
| 16        | Cachiagijn Elbegdordż (1963-)      |                                      | 18 czerwca 2009 | 10 lipca 2017   | Partia Demokratyczna                          |
| 17        | Chaltmaagijn Battulga (1963-)      |                                      | 10 lipca 2017   | 25 czerwca 2021 | Partia Demokratyczna                          |
| 18        | Uchnaagijn Chürelsüch (1968-)      |                                      | 25 czerwca 2021 | nadal           | Mongolska Partia Ludowa                       |